# 악령의 캠핑카
《악령의 캠핑카》(The Toybox)는 미국에서 제작된 톰 네이겔 감독의 2018년 공포, 스릴러 영화이다. 데니즈 리처즈 등이 주연으로 출연하였고 제프 덴튼 등이 제작에 참여하였다. 2017년 칸 영화제와 아메리칸 필름 마켓에서 판매를 시작하기 위해 시네텔 필름스에 의해 인수되었다. 이 영화는 2018년 9월 18일 극장과 VOD를 통해 개봉되었다. 엔터테인먼트 위클리는 2018년 8월 17일 특별 예고편을 공개하였다.

## 출연

### 주연
- 데니즈 리처즈
- 미샤 바튼

### 조연
- 제프 덴튼
- 맷 머서
- 브라이언 나겔
- 그렉 바이올랜드